# 布莱诺莱图勒
布莱诺莱图勒（法語：Blénod-lès-Toul，法語發音：[bleno lɛ tul]，意为“图勒附近的布莱诺”）是法国默尔特-摩泽尔省的一个市镇，属于图勒区。

## 地理
布莱诺莱图勒（48°35'58"N, 5°50'0"E）面积17.6 平方千米，位于法国大東部大區默尔特-摩泽尔省，该省份为法国东北部内陆省份，是洛林的一部分，北邻比利时、卢森堡，北起顺时针与摩泽尔省、下莱茵省、孚日省和默兹省接壤。
与布莱诺莱图勒接壤的市镇（或旧市镇、城区）包括：比利尼、沙尔姆拉科特、克雷济耶、日村、蒙勒维尼奥布勒、穆特罗、瓦讷勒沙泰勒、里尼圣马丹、阿朗。

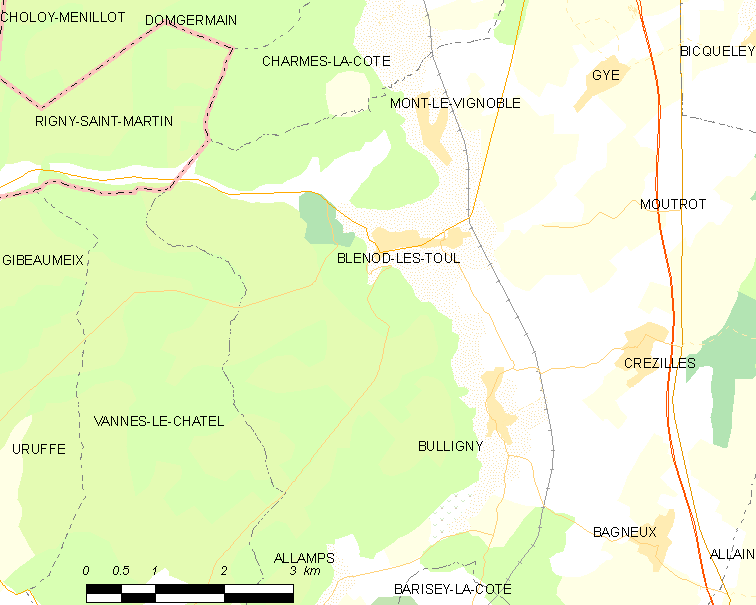
布莱诺莱图勒的OSM定位图

布莱诺莱图勒的时区为UTC+01:00、UTC+02:00（夏令时）。

## 行政
布莱诺莱图勒的邮政编码为54113，INSEE市镇编码为54080。

## 政治
布莱诺莱图勒所属的省级选区为梅讷欧桑图瓦县。

## 人口

1962-2008年间布莱诺莱图勒人口变化图示

布莱诺莱图勒于2022年1月1日时的人口数量为1028人。